# Euphyia leucozona
Euphyia leucozona là một loài bướm đêm trong họ Geometridae.